# St. Martin im Innkreis
St. Martin im Innkreis, Sankt Martin im Innkreis – gmina targowa w Austrii, w kraju związkowym Górna Austria, w powiecie Ried im Innkreis. Liczy 1903 mieszkańców (1 stycznia 2015).

## Położenie
St. Martin im Innkreis położony jest na wysokości 372 m n.p.m., w Innviertel, ok. 10 kilometrów na północ od stolicy powiatu Ried im Innkreis. Zajmuje powierzchnię 8,86 km². Z północy na południe rozciąga się na 6 kilometrów, a z zachodu na wschód na 3,4 kilometra. 13,5% powierzchni gminy jest zalesiona, a 69,7% jest wykorzystywane całości pod rolnictwo, reszta to różnego typu zabudowania. Odległość do stołecznego Wiednia wynosi 218 kilometrów, do Salzburga są to 62 kilometry, do Linzu 63 kilometry, a do Innsbrucka odległość ta wynosi 191 kilometrów.

## Historia
Od I do IV wieku tereny te należały do Cesarstwa Rzymskiego. W V wieku zajęte przez germańskie plemię Bajuwarów, którego osadnictwo na tym obszarze przetrwało do VIII wieku. Następnie znajduje się w granicach Bawarii Agilolfingów i wraz z nią w 788 roku obszar ten zostaje włączony przez Karola Wielkiego w skład Królestwa Franków. Pierwsze wzmianki o gminie pochodzą z 1084 roku. Powstaje tutaj klasztor poświęcony św. Marcinowi z Tours, który podlegał administracyjnie pod diecezję pasawską i stał się później częścią biskupiego terytorium udzielnego należącego do książąt-biskupów Pasawy. Gmina natomiast należała do szlacheckiego rodu panów von Schwent, a następnie do rodu von Tattenbachów. W 1773 zbudowany zostaje zamek, a po wojnie o bawarską sukcesję i zawarciu pokoju cieszyńskiego w 1779 roku, St. Martin wraz z całym Innviertel przypadają habsburskiej Austrii. W trakcie epoki napoleońskiej włączony w granice Królestwa Bawarii, ale po kongresie wiedeńskim ponownie zostaje przyznany Austrii. Od 1821 roku we włościach rodu hrabiów von Arco auf Valley, a od 1850 roku utworzona zostaje tu gmina polityczna (politische Gemeinde). W 1897 roku urodził się tu Anton von Arco auf Valley. W 1912 roku ukończono budowę szkoły ludowej, a po 1918 roku wchodzi w skład najpierw Republiki Niemieckiej Austrii, a następnie Republiki Austriackiej. Od 1938 gmina St. Martin włączona zostaje wraz z Austrią do III Rzeszy.
Pod koniec II wojny światowej ewakuowano tutaj słynne wiedeńskie konie lipicańskie. W 1945 roku wyzwolone przez siły amerykańskie, do 1955 roku gmina znajdowała się w amerykańskiej strefie okupacyjnej. W latach 1965–1968 trwa budowa nowej szkoły głównej w mieście, a w 1979 St. Martin im Innkreis przyjmuje własny herb. W 1983 roku otrzymuje status gminy targowej.

## Atrakcje turystyczne
Główną atrakcją turystyczną St. Martin im Innkreis jest barokowy kościół parafialny pw św. Marcina. Oprócz niego znajduje się tu także tzw. kościół kalwaryjski z grobami hrabiów von Arco auf Valley, a także barokowy zamek z zespołem parkowym.

## Demografia
Gminę zamieszkuje według danych z 1 stycznia 2015 roku 1903 mieszkańców i przez lata liczba ta bardzo powoli rośnie.
| Rok  | Liczba mieszkańców |
| ---- | ------------------ |
| 1869 | 1 023              |
| 1890 | 1 093              |
| 1890 | 1 113              |
| 1900 | 1 100              |
| 1910 | 1 197              |
| 1923 | 1 144              |
| 1934 | 1 168              |
| 1939 | 1 077              |
| 1951 | 1 466              |
| 1961 | 1 482              |
| 1971 | 1 467              |
| 1981 | 1 434              |
| 1991 | 1 595              |
| 2001 | 1 693              |
| 2012 | 1 788              |